# Болезнь Хенда — Шюллера — Крисчена
Болезнь Хенда — Шюллера — Крисчена или липидный гранулёматоз — это генерализованная форма гистиоцитоза X. Характеризуется хроническим волнообразным течением.

## Эпидемиология
Преимущественно поражает детей в возрасте 2-6 лет, но может встретиться и в любом возрасте. Мальчики болеют чаще девочек. У лиц старше 30 лет встречается редко.

## Этиология
Этиология заболевания до конца неизвестна, предполагается вирусная этиология заболевания, неопластический или иммунный генез.

## Клиническая картина
Типичной триадой заболевания считается:
- несахарный диабет;
- экзофтальм;
- множественные дефекты костей.

Но полная диагностическая триада встречается достаточно редко и указывает на развернутую стадию заболевания. Примерно у 80 % пациентов отмечается поражение костей, у 50 % — несахарный диабет и у 10 % — экзофтальм. Помимо костей черепа, в процесс могут вовлекаться ребра, лопатки, кости таза и в некоторых случаях, даже трубчатые кости. Несахарный диабет вызван поражением гипоталамуса, экзофтальм инфильтрацией костей орбиты. Примерно у одной трети пациентов могут поражаться лёгкие, возможно развитие гепатоспленомегалии. У 30-50 % больных наблюдается поражение кожи, они имеют полиморфный характер. На волосистой части головы появляются экссудативные высыпания, напоминающие себорейный дерматит. На туловище наблюдаются папулы от желто-коричневого до ярко-красного цвета, покрытые чешуйками или корками, мелкие, незначительно возвышающиеся над уровнем кожи. В подмышечных, межъягодичной и паховых складках могут быть эрозивные, эрозивно-язвенные, папулезно-пустулезные элементы.

## Диагностика
Диагноз ставится на основании клинической картины и гистологического исследования. В результате гистологического исследования удаётся выявить инфильтрацию пораженных органов клетками Лангерганса, нейтрофилами, эозинофилами, лимфоцитами.

## Дифференциальная диагностика
Дифференциальную диагностику следует проводить со следующими заболеваниями: 
- болезнь Дарье — Уайта;
- себорейный дерматит;
- пузырчатка Гужеро — Хейли — Хейли.

## Лечение
Применяют системную терапию глюкокортикоидами и цитостатиками. При тяжелых поражениях костей прибегают к хирургическому лечению.
Летальность при болезни Хенда — Шюллера — Крисчена  — 30-70%.